# Солнцеподобные осцилляции
Солнцеподобные осцилляции — колебания (осцилляции) в звёздах, возникающие вследствие того же механизма, что и солнечные осцилляции, а именно вследствие турбулентной конвекции во внешних слоях звезды. Колебания представляют собой стоячие моды давления и комбинации давления и гравитации, возникающие в некотором интервале частот и обладающие колоколообразным распределением амплитуд. В отличие от ситуации с создаваемым непрозрачностью механизмом осцилляции, в данной ситуации возникают все моды в данном интервале частот, что способствует более лёгкому обнаружению осцилляций. Конвекция на поверхности также приводит к затуханию мод, каждая из которых может быть представлена в пространстве частот кривой Лоренца, при этом ширина кривой соответствует времени жизни моды колебаний: чем быстрее затухает мода, тем шире кривая Лоренца. Все звёзды с областями поверхностной конвекции, как считается, могут обладать солнцеподобными осцилляциями. Среди таких звёзд можно упомянуть холодные звёзды главной последовательности (с температурой поверхности до примерно 7000 K), субгиганты и красные гиганты. Поскольку амплитуды осцилляций малы, их исследование в основном проводится при наблюдениях на космических аппаратах (в основном, COROT и Kepler).
Данные о солнцеподобных осцилляциях используются для определения масс и радиусов звёзд, обладающих планетами, и также используются при уточнении измерений масс и радиусов планет.
У красных гигантов наблюдаются смешанные моды, которые чувствительны к свойствам ядра звезды. Данные о таких осцилляциях используются для отделения красных гигантов, в недрах которых идут термоядерные реакции горения гелия, от красных гигантов, находящихся на стадии горения водорода в слоевом источнике, для доказательства того, что ядра красных гигантов вращаются медленнее, чем предсказывают модели, и для получения ограничений для оценок внутренних магнитных полей в ядрах звёзд.

## Эшелле-диаграммы

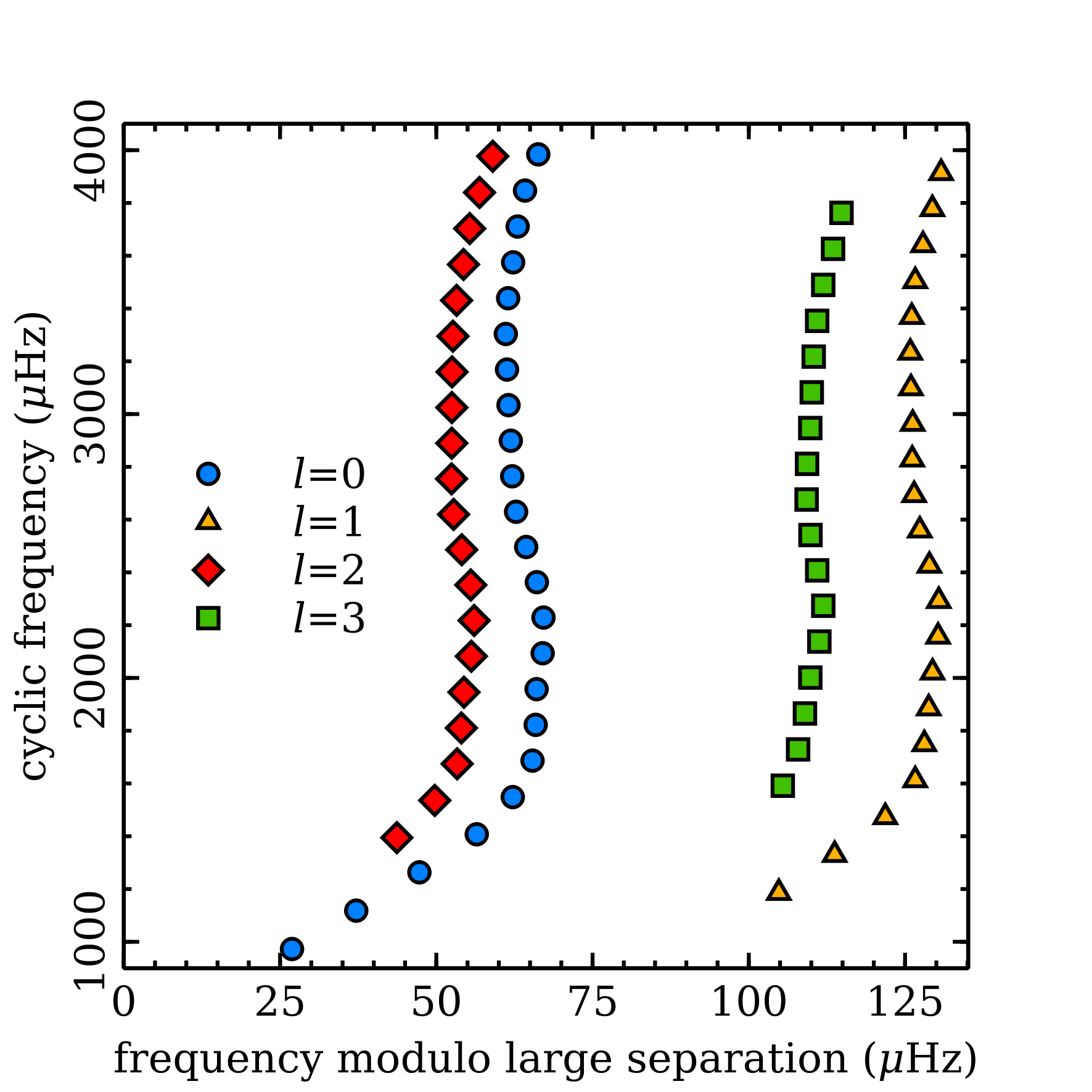
Эшелле-диаграмма для Солнца, построенная по данным Birmingham Solar Oscillations Network (BiSON). Моды с одинаковым угловым числом образуют почти вертикальные линии на высоких частотах, как и предсказывает асимптотическое поведение частот мод.

Пик мощности колебаний приходится на более низкие частоты для более крупных звёзд. Для Солнца моды с наибольшими амплитудами располагаются на частоте около 3 мГц при {\displaystyle n_{\mathrm {max} }\approx 20}, смешанные моды не наблюдаются. Для более массивных звёзд и более поздних стадий эволюции моды имеют меньший радиальный порядок и в целом меньшие частоты. У звёзд на более поздних стадиях эволюции наблюдаются смешанные моды, которые, в принципе, могут существовать и в звездах главной последовательности, но такие моды должны обладать слишком малыми частотами и малыми амплитудами, поэтому их сложно наблюдать. Считается, что моды давления высокого порядка при данном значении {\displaystyle \ell } должны быть почти равномерно распределены по частотам, характерные промежутки обозначаются как {\displaystyle \Delta \nu }. Данные выводы свидетельствуют о целесообразности построения эшелле-диаграммы, на которой моды с определенным значением {\displaystyle \ell } образуют почти вертикальные полосы.

## Масштабные соотношения
Частота осцилляции наибольшей мощности, как принято полагать, меняется приблизительно с предельной акустической частотой, при превышении которой волны могут распространяться в атмосфере звезды. Таким образом,
{\displaystyle \nu _{\mathrm {max} }\propto {\frac {g}{\sqrt {T_{\mathrm {eff} }}}}.}
Аналогично, {\displaystyle \Delta \nu } примерно пропорционально квадрату плотности:
{\displaystyle \Delta \nu \propto {\sqrt {\frac {M}{R^{3}}}}.}
При имеющейся оценке эффективной температуры данные соотношения позволяют оценить массу и радиус звезды на основе коэффициентов пропорциональности, полученных из данных о Солнце:
{\displaystyle M\propto {\frac {\nu _{\mathrm {max} }^{3}}{\Delta \nu ^{4}}}T_{\mathrm {eff} }^{3/2},}
{\displaystyle R\propto {\frac {\nu _{\mathrm {max} }}{\Delta \nu ^{2}}}T_{\mathrm {eff} }^{1/2}}
Также, если известна светимость звезды, то температуру можно заменить на основе соотношения между светимостью абсолютно чёрного тела, его радиусом и температурой {\displaystyle L\propto R^{2}T_{\mathrm {eff} }^{4}}, что даёт выражения
{\displaystyle M\propto {\frac {\nu _{\mathrm {max} }^{12/5}}{\Delta \nu ^{14/5}}}L^{3/10},}
{\displaystyle R\propto {\frac {\nu _{\mathrm {max} }^{4/5}}{\Delta \nu ^{8/5}}}L^{1/10}.}

### Примеры ярких звёзд с солнцеподобными осцилляциями
- Процион
- Альфа Центавра A и B
- Мю Геркулеса